# Quassia amara
Quassia amara L., 1762 è una pianta della famiglia delle Simarubacee diffusa nell'ecozona neotropicale.
È apprezzata da secoli per le sue virtù medicinali, dovute essenzialmente alla presenza di particolari alcaloidi.